# KhAB-250

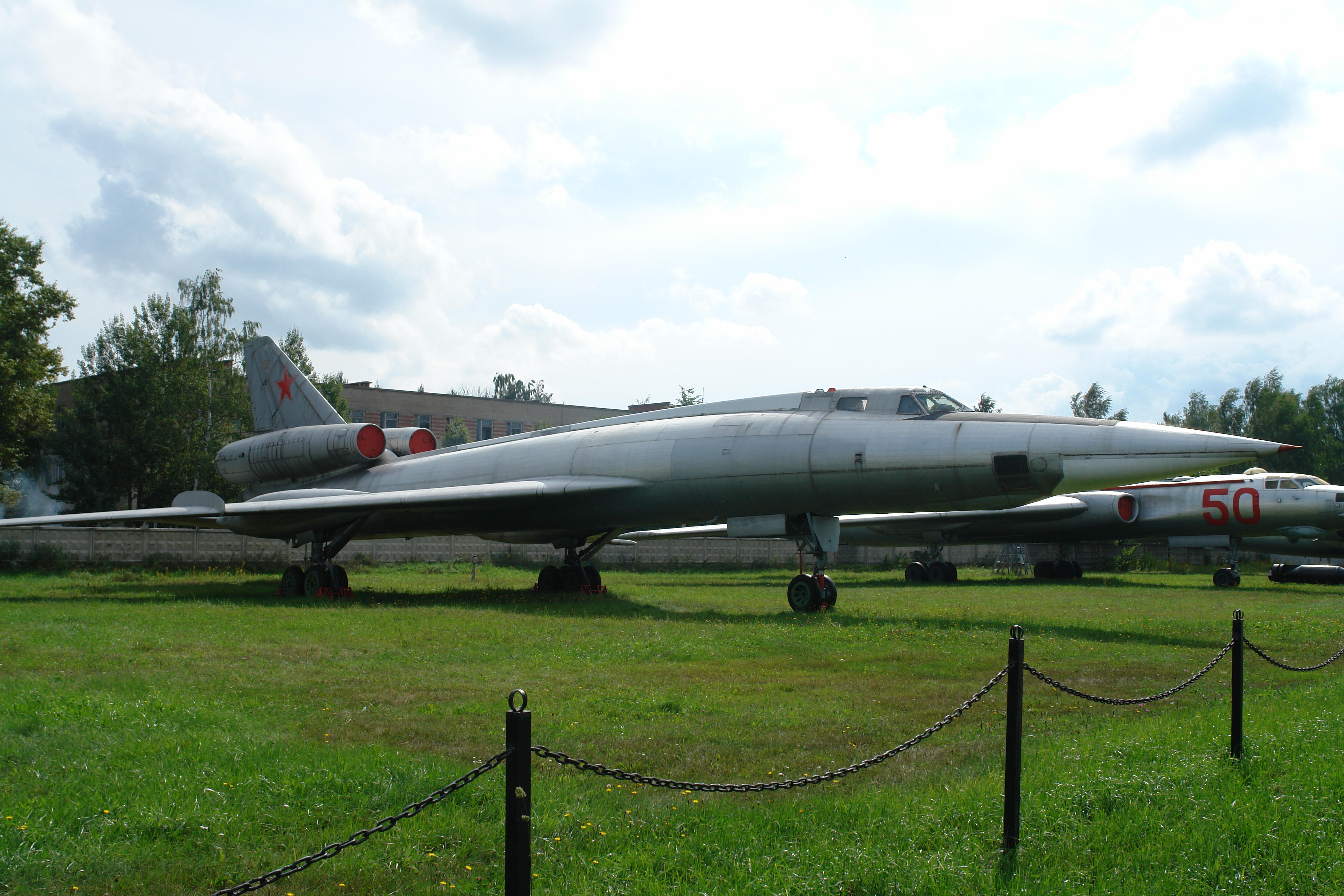
Uma peça de museu soviética que já foi capaz de entregar KhAB-250s

O KhAB-250 é a atribuição provisória de nomes de uma bomba aérea desenvolvido pela Força Aérea Soviética contendo a arma química sarin.
O KhAB-250 tinha peso operacional informado entre 151 kg e 233 kg. 24 delas poderiam ser transportadas ao campo de batalha de uma vez por aeronaves Tupolev Tu-22.
A bomba usa uma carga explosiva para detonar no impacto com o chão, espalhando os componentes químicos. Ela contém uma carga de 49 kg de sarin.
O KhAB-250 foi exibida no Campo de Testes Shikani em 1986, como um componente do então arsenal químico soviético. Analistas contemporâneos observaram que a bomba parecia ser relativamente pouco sofisticada comparada com munições convencionais soviéticas do mesmo intervalo de tempo.
A bomba foi removida do serviço como resultado da Convenção sobre Armas Químicas no início da década de 1990.